# Escut dels ducs de Gandia Carles de Borja i Magdalena Centelles del s. XIX
L'escut dels ducs de Gandia Carles Borja i Magdalena Centelles del segle XIX, se situa a l'antiga façana del convent de Sant Roc i Església del Beat, situat a la plaça de Sant Roc, del municipi de Gandia a la comarca de La Safor, de la província de València. Actualment aquest edifici és seu de la Biblioteca Central, de l'Arxiu Històric de Gandia i del Centre d'Estudis i Investigacions Comarcals Alfons el Vell. Es tracta d'un escut que està catalogat com a bé d'interès cultural, amb número d'anotació ministerial 28380 i data d'anotació 28 de novembre 2011, segons informació de la Direcció General de Patrimoni Cultural de la Conselleria de Turisme, Cultura i Esports de la Generalitat Valenciana.

## Descripció
L'escut al·ludeix als fundadors del convent franciscà de Sant Roc, els V ducs de Gandia, Carles Borja i Magdalena Centelles. És una reproducció de l'escut d'armes corresponent a la fundació del convent al segle xvi situat a la façana antiga del convent, que està en l'actualitat extradossada per un atri. L'escut se situa a la façana  neoclàssica de l'antic convent de Sant Roc, inaugurada segons consta a la inscripció d'aquesta, l'any 1871, tot i que l'edifici es va erigir partir d'una antiga ermita dedicada a Sant Roc, que el franciscà Andrés Hibermón, que va viure en aquest convent, denominava Església del Beat; posseïa un petit claustre de dues plantes.
L'escut està llaurat en marbre, té forma de pell de brau, porta com adorns exteriors una mènsula enrotllada cap a dins en els seus extrems superior i inferior i cap a fora lateralment, amb vores retallades. Al timbre de l'escut es troba la corona ducal que se superposa al marc amb una inscripció que enquadra la mènsula:
CAROLVS • A • BORGIA • ET • MAGDALENA • CENTELLES • CON(IVGES) GANDIA • DVCES • HVIVS • MONAST • FVNDAT IVSSERVNT • HOC • OPVS • PERFICI • AN(NO) • A • CHR(ISTI) • NAT(IVITATI) MDLXXXXI
L'escut està partit i mig tallat a la meitat dreta del camp. En la primera caserna es troba el Bou de gules, terrassat de sinople, bordura cosida carregada amb vuit feixos de sinople dels Borja. En el segon quarter es troba el losange d'or i gules dels Centelles i en el tercer quarter les tres faixes d'or en camp de sabre dels Oms. No mantenen policromia.